# Friedrich Otto (Historiker)
Friedrich Heinrich Otto (* 2. März 1826 in Niedermeilingen, bei Bad Schwalbach; † 27. Dezember 1902 in Wiesbaden) war ein deutscher Lehrer und Historiker.

## Leben
Otto hat zahlreiche Artikel und Aufsätze zur Geschichte der Stadt Wiesbaden in landesgeschichtlichen und wissenschaftlichen Zeitschriften publiziert. Er war von 1878 bis 1887 Vorsitzender des Vereins für Nassauische Altertumskunde und Geschichtsforschung in Wiesbaden und wurde 1894 zum Ehrenmitglied ernannt. Von 1897 an war er Gründungsvorsitzender der Historischen Kommission für Nassau.

## Werke (Auswahl)
- Die Theilnahme der brandenburgischen Truppen an der Expedition Wilhelm III. von England, 1873 (Digitalisat)
- Geschichte der Stadt Wiesbaden, Wiesbaden 1877.
- Geschichte der Friedrichsschule zu Wiesbaden, Wiesbaden, 1880.
- Das Merkerbuch der Stadt Wiesbaden. Ein Beitrag zur Geschichte der Stadt im 14. und 15. Jahrhundert, 1882.
- Goethe in Nassau, Wiesbaden 1895.
- Das älteste Gerichtsbuch der Stadt Wiesbaden, 1900 (archive.org).
- Das Necrologium des Klosters Clarenthal bei Wiesbaden, Wiesbaden 1901.

## Nachlass
- Schriftlicher Nachlass Ottos im Hessischen Hauptstaatsarchiv, Wiesbaden